# クリコロ圏
クリコロ圏（クリコロけん、フランス語：Cercle de Koulikoro）は、マリ共和国の地方行政区画でクリコロ州を構成する圏のひとつ。行政の中心地はクリコロにおかれる。下級単位のコミューンは9つあり、2009年の統計で人口は211,103人を数える。
圏都であるクリコロはカティ圏の西側にあるニジェール川沿いの貿易および産業都市として栄えている。クリコロ圏はクリコロ州内東部に位置し、7,000平方キロメートル以上の面積を有している。川沿いには、大規模な輸出を目的としたマンゴー農園があり、主にバンバラ族農家がいる。他の作物にはバンバラピーナッツ（en:Bambara groundnut）、木綿、タバコおよびシアバターを生産している。圏北部は乾燥しており、サヘルの一角をなし、主に家畜の為に利用されている。

## コミューン
クリコロ圏には以下のコミューンがある。
- ディナンドゥーグー（fr:Dinandougou）
- ドゥンバ（fr:Doumba）
- クーラ (クリコロ圏)（fr:Koula (Koulikoro)）
- クリコロ（Koulikoro）
- メゲタン（fr:Méguétan）
- ニャミナ（fr:Nyamina）
- シラコロラ（fr:Sirakorola）
- ティエンファラ（fr:Tienfala）
- トゥーグーニ（fr:Tougouni）